# Anton Rathsmann
Anton Rathsmann (ur. 1717 r. w Dusznikach-Zdroju, zm. 14 sierpnia 1767 r. w Międzylesiu) – niemiecki duchowny katolicki, dziekan kłodzki i wikariusz książęco-arcybiskupi dla wiernych hrabstwa kłodzkiego od 1766 r.

## Życiorys
Studiował teologię na Uniwersytecie Karola w Pradze. Po jej ukończeniu w 1745 r. otrzymał święcenia kapłańskie. W 1758 r. został proboszczem w Słupcu.
W 1766 r. został przeniesiony do Międzylesia, jednocześnie obejmując urząd dziekana kłodzkiego i wikariusza arcybiskupiego dla hrabstwa kłodzkiego. Troszczył się o rozwój wykształcenia, dlatego ufundował seminarium nauczycielskie w Bystrzycy Kłodzkiej, przeznaczając na ten cel zgodnie z wolą swojego poprzednika znaczne środki finansowe.
Zmarł w 1767 r. w Międzylesiu i został pochowany w tamtejszym kościele parafialnym.